# Kristýna Daňhelová
Kristýna Daňhelová (* 24. prosince 1993 Uherské Hradiště) je česká herečka a zpěvačka.
V roce 2017 vystudovala na Divadelní fakultě Janáčkovy akademie múzických umění v Brně pod vedením Petra Štěpána a Miroslava Ondry. Ve stejném roce získala angažmá v Městském divadle Brno. Byla nominovaná na Cenu Thálie 2022 v kategorii Muzikál, opereta a jiný hudebnědramatický žánr za roli Jane Eyrové ve stejnojmenném muzikálu. V roce 2023 jí odborná porota udělila širší nominaci na Cenu Thálie za ztvárnění role Elišky v muzikálu Devět křížů. Působí také v Hudebním divadle Karlín, kde vystupuje v inscenacích Slunce, seno, jahody, Anděl Páně nebo Sopranistky. V minulosti účinkovala v pražském muzikálu Legenda jménem Holmes autora Ondřeje Gregora Brzobohatého. Věnuje se i zpěvu, často vystupuje se svým hereckým kolegou, hudebníkem a zpěvákem Dušanem Vitázkem. V roce 2012 se zúčastnila první řady televizní soutěže Hlas Česko Slovenska.

## Role vMěstském divadle Brno
- Kit Deluca – Pretty Woman
- Slečna Honeyová – Matilda
- Eliška – Devět křížů
- Jennifer – Čarodějky z Eastwicku
- Linda – Hra, která se zvrtla
- Daisy Buchananová – Velký Gatsby
- Kitty – Anna Karenina
- Jane Eyrová – Jane Eyrová
- Lisa – Mamma Mia!
- Slečna Honeyová – Matilda
- Laura – Otec